# 平田和歌子
平田 和歌子（ひらた わかこ、1980年5月25日 - ）は、日本の女優、モデル、タレント。
福岡県出身。東京で蒼 和歌子（あおい わかこ）の名で活動した後、活動拠点を福岡へ移す。その際に芸名も本名へ戻した。福岡への帰郷後には MAXwell に所属していた。

## 出演
特記のないデータは、すべて所属事務所公式サイト内「media」ページからの参考。

### 映画
- 富江 replay（2000年）[5]
- 伊藤潤二 恐怖collection 「首吊り気球」（2000年）[5]

### テレビドラマ
- 土曜ドラマ 君といた未来のために 〜I'll be back〜（日本テレビ、1999年） - 優子 役
- 土曜ドラマ 新・俺たちの旅 Ver.1999（日本テレビ、1999年）
- イマジン（フジテレビ、2000年）
- ショムニ 第2シリーズ 第10話（フジテレビ、2000年6月14日）
- 火曜サスペンス劇場「あの人の匂い」（日本テレビ、2002年4月30日）

### テレビ番組
- グラビアの美少女（MONDO21、2000年）
- ドォーモ（九州朝日放送）
- 朝ドキッ!九州（福岡放送）
- ズームイン!!SUPER（福岡放送）
- めんたいワイド（福岡放送）
- バッテキ！（福岡放送）
- ひらけ！夢たま（テレビ西日本）
- ピーチーズの@お気に入り episode II（RKB毎日放送）
- ピィース!（テレビ西日本）
- WAZA style（TVQ九州放送、2007年）[2][6]

### ラジオ番組
- GOOD MY ROOM（天神エフエム）[7]

### CM
- REBUS（マイクロソフト）
- CD-ROM（ソニー）
- JR九州
- 仙台駅 エスパル仙台店（JR東日本）
- 周遊きっぷ（JRグループ）
- ケープ（花王）
- ピックル（ブルボン）
- うす塩ハム（丸大食品）
- ハウステンボス 花の都編
- ノーローン（シンキ）
- ブルーシールアイスクリーム
- 福岡のお米（JAグループ福岡）
- ひむかのくろうま（神楽酒造）

### ゲーム
- 情報捜査官e－POLICE　竜崎舞美役

## モデル活動
特記のないデータは、すべて所属事務所公式サイト内「media」ページからの参考。

### 雑誌
- 週刊宝石（光文社）
- 週刊現代（講談社）
- 週刊ポスト（小学館）
- FLASH（光文社）
- フライデー（講談社）
- an・an（マガジンハウス）
- 福岡・佐賀のブライダル情報誌 melon（株式会社メロン） - 表紙モデル[3]
- ゼクシィ（リクルート） - 表紙モデル

### 写真集
- 和歌子です。 蒼和歌子写真集（テイ・アイ・エス、2000年）
- デジタル写真集 平田和歌子×松田忠雄